# 40P/Väisälä
40P/Väisälä este o cometă periodică din sistemul solar cu o perioadă orbitală de aproximativ 10,6 ani. A fost descoperită de Yrjö Väisälä pe 8 februarie 1939.
Se estimează că diametrul cometei este de aproximativ 4,2 km, similar cu cel al cometei Encke.